# Гусев, Владимир Елизарович
Влади́мир Елиза́рович Гу́сев (казнен 27 декабря 1497, Москва) — дворянин, думный дьяк на службе русского государя Ивана III.
Выполнял дипломатические поручения. Долгое время его считали составителем Судебника 1497, однако современные исследования отклоняют эту версию. Казнён по обвинению в заговоре.

## Происхождение
Происходил из боярского рода Добрынских. Известен его отец — Елизар В. Добрынский-Гусев, который находился при дворе князя Ивана Андреевича Можайского (1448), боярин князя Андрея Васильевича Меньшого (1478). Его дети не занимали видного положения. Юшка Елизаров — человек из тверских земель сына Ивана III — Ивана Ивановича Молодого (1488), бежал в Литву (осень 1492). Младшие братья Владимира — Василий и Михаил — служили князю Юрию Ивановичу Дмитровскому.

## Тверское посольство
Ездил в Тверь к князю Михаилу Борисовичу, как посланник Ивана III (1483) с вестью о рождении у сына Ивана III — Ивана Молодого — первенца Дмитрия, что разрушило надежды великого тверского князя Михаила Борисовича на обретение независимости Твери от Москвы. Миссия окончилась неудачей, он был выслан тверским князем, что означало разрыв отношений с Москвой. Событие это обсуждалось рядом историков. По мнению С. Б. Веселовского, «оскорбительный прием относился, конечно, не лично к Владимиру Гусеву, а к московскому великому князю». Я. С. Лурье считал, что Гусев пытался привлечь князя Михаила на сторону князей, противостоящих централизационной политике Ивана III, а Михаил Борисович, как верный союзник Москвы, выслал Гусева. Однако это противоречит тому, что по летописи Гусев был послом великого князя. Л. В. Черепнин считал, что составитель летописи просто «пытался набросить на Гусева подозрительную тень». По мнению А. А. Зимина, летопись перелагает ответственность за тверской поход (1485) с московского князя на тверского, обосновывая необходимость присоединения Твери и как бы подтверждая права Дмитрия на тверской престол. Кстати, наместником в Твери стал двоюродный брат Гусева — Василий Федорович Образец Симский.

## Поездка в Литву
Владимир Гусев наряду с другими, более знатными сыновьями боярскими, упоминается в составе свиты, сопровождавшей княгиню Елену в Литву для заключения брака с Александром Ягеллоном (1495). Черепнин считал, что на мировоззрение Гусева могло оказать влияние «пребывание в Литве, где находились некоторые русские изгнанники (удельные князья)», и что он «мог оказаться в курсе» планов восстановления феодальной раздробленности. Все это могло быть, но могло и не быть. Скорее всего, следует присоединиться к более осторожному из суждений Черепнина, что «вряд ли можно сделать какие-либо прочные выводы для понимания позднейшего дела Гусева» из факта его участия в посольстве (1495).

## Судебник 1497 г
Долгое время в историографии придерживались мнения, что о том, что Владимир Гусев был автором Судебника, составленного (1497). Основанием для этого послужила фраза из Типографской летописи

…околничим и всем судьям, а уложил суд судити бояром по судебнику, Володимера Гусева писати.

Такая интерпретация ведет начало от Н. М. Карамзина и долгое время была принята большинством исследователей, включая и С. Б. Веселовского. Однако последнее время преобладает точка зрения Я. С. Лурье и А. В. Черепнина, что слова «Володимера Гусева писати» являлись служебной пометкой о том, что в это место надо внести запись о казни Владимира Гусева.

## Заговор и казнь
Заговор возник в окружении царского сына Василия Ивановича и его матери Софьи Палеолог (1497) и был вызван усилением придворной группировки, связанной с внуком Ивана III, царевичем Дмитрием Ивановичем, сыном умершего к этому времени Ивана Молодого. Иван III готовился к коронации внука, который должен был стать его соправителем. Василий должен был отъехать из Москвы и ограбить царскую казну, хранившуюся в Вологде и на Белоозере. Софью подозревали в попытке отравить Ивана III. Великокняжеский сын подвергся домашнему аресту, а его сторонники в числе которых был Владимир Гусев — казнены. Иван передал дело митрополиту Симону и епископскому собору. Собор уполномочил верховный суд провести судебное заседание. Всех участников заговора признали виновными. Дьяка Фёдора Стромилова, Афанасия Еропкина, Владимира Гусева, Щавея (Ивана) Тимофеевича Скрябина и ещё двух руководителей приговорили к смертной казни и обезглавили (27 декабря 1497). Это был первый случай применения статьи № 9 Судебника. Многих сторонников Василия заключили в темницу. По мнению С. Б. Веселовского дело о заговоре Гусева было раздуто, многие были оклеветаны, ибо «по неосторожности или из побуждений карьеры вмешались в семейное дело великого князя». Л. В. Черепнин и Г. В. Вернадский считали, что участники заговора были связаны с дворами удельных князей и был противостоянием централизаторской политики московского великого князя.